# Filete reestructurado

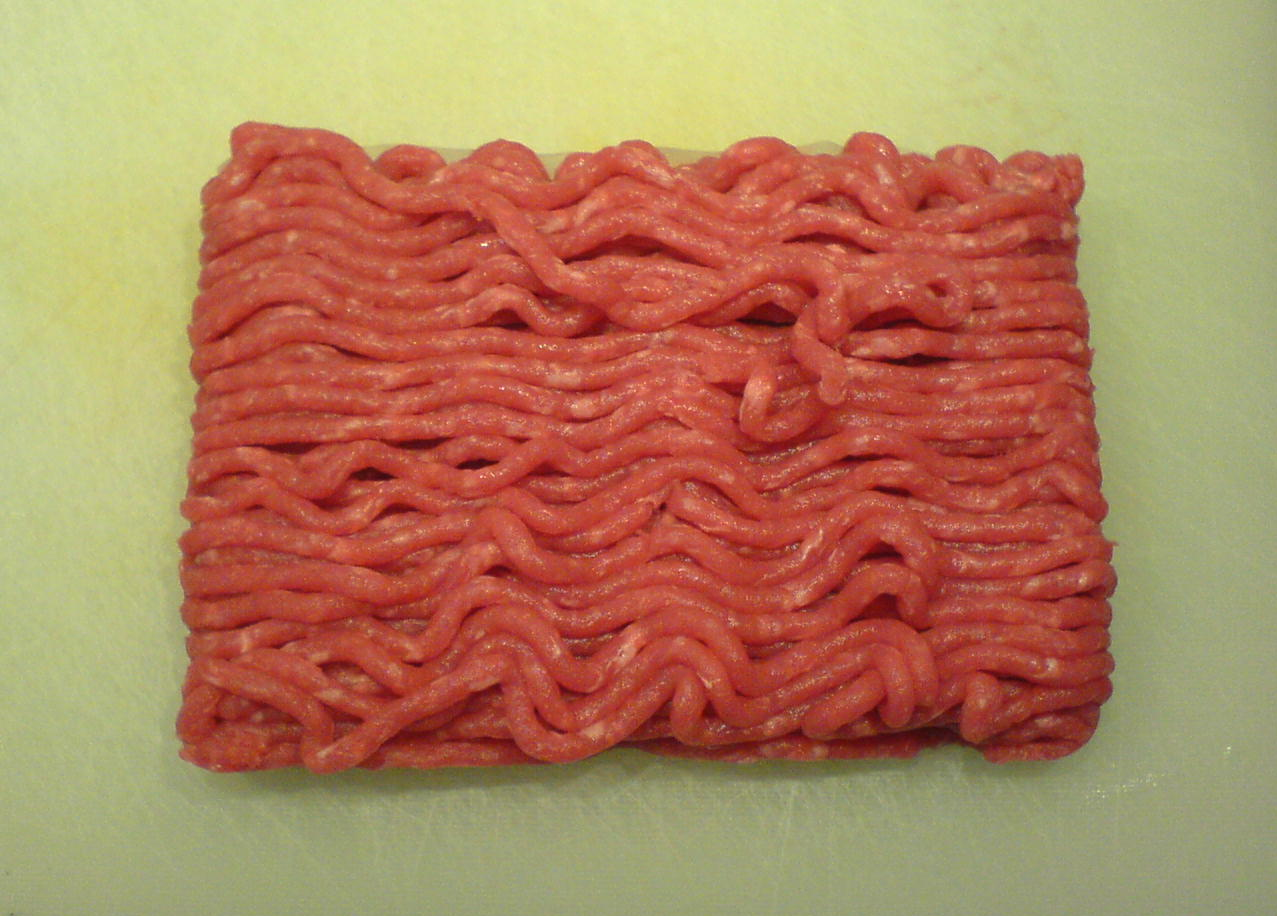
Carne picada que puede llegar a ser un producto cárnico reestructurado.

El Filete reestructurado es un producto cárnico reestructurado en forma de filete. Se suele elaborar a partir de cortes y molida de bajo costo. Para ello se emplean emulsificadores alimentarios que hacen posible la estabilización en una única pieza. Se suele emplear en la elaboración de filetes picados de hamburguesas industriales, salchichas, chopped, etc. El objetivo es el de ofrecer al consumidor carne a menor coste a centros de distribución de comida industrial, como puede ser colegios, prisiones, empresas, etc.

## Elaboración
Se ha definido reestructuración como una serie de procesos de manufactura para crear un producto similar a un músculo íntegro. Los productos cárnicos reestructurados se elaboran industrialmente mediante la extracción de la proteína del músculo del animal mediante el uso de sal (NaCl) y tripolifosfato de sodio en una cocción, ya que ambas sales forman un gel al ser enfriados. Durante esta emulsificación en caliente, el emulsificante favorece la emulsión de aceite en agua. Estos productos deben ser comercializados precocidos o congelados porque las partículas de carne no se mantienen unidas cuando están crudas. Este método se empleaba al comienzo y pronto se abandonó debido a que la sal provocaba una rápida decoloración así como la evolución de aromas rancios durante el almacenamiento. La decoloración provocaba que el producto final tuviese un aspecto parduzco, que era rechazado por el consumidor. 
La evolución al uso de alginato de calcio como espesante hizo que se disminuyera el contenido de sal en su elaboración. El empleo de alginatos hizo que se desarrollaran patentes para elaborar este tipo de producto cárnico. El empleo de alginatos en el espesado de la carne provocó que se pudiesen aprovechar pedazos de carne sueltos sin la necesidad del empleo de sales sódicas, fosfatos o de incluso de tener que congelar. Otras patentes sobre este tema se fijan en la capacidad de las nueces a la hora de poder juntar pedazos de carne de vacuno.